# Loggia del Consiglio (Padoue)
 (juin 2022).
Si vous disposez d'ouvrages ou d'articles de référence ou si vous connaissez des sites web de qualité traitant du thème abordé ici, merci de compléter l'article en donnant les références utiles à sa vérifiabilité et en les liant à la section « Notes et références ».
La Loggia del Consiglio également connue sous le nom de Loggia della Gran Guardia est un bâtiment Renaissance sur la Piazza dei Signori à Padoue. Elle a été construite à partir de 1496 comme siège du Grand Conseil. EIle a été bâtie sur un projet d'Annibale Maggi puis achevée par Giovanni Maria Falconetto en 1553, mais le toit en plomb reste incomplet. Sa façade est en pierre blanche d'Istrie. La salle supérieure a été décorée de fresques en 1667 par Pier Antonio Torri. Pendant la domination autrichienne, elle devint le siège de la Gran Guardia, le commandement militaire des villes.